# Блумвілл (Нью-Йорк)
Блумвілл (англ. Bloomville) — переписна місцевість (CDP) в США, в окрузі Делавер штату Нью-Йорк. Населення — 173 особи (2020).

## Географія
Блумвілл розташований за координатами 42°20′4″ пн. ш. 74°49′22″ зх. д. / 42.33444° пн. ш. 74.82278° зх. д. (42.334396, -74.822777).  За даними Бюро перепису населення США в 2010 році переписна місцевість мала площу 3,42 км², з яких 3,41 км² — суходіл та 0,01 км² — водойми.

## Демографія
Згідно з переписом 2010 року, у переписній місцевості мешкало 213 осіб у 90 домогосподарствах у складі 60 родин. Густота населення становила 62 особи/км².  Було 112 помешкання (33/км²).
Расовий склад населення:
| - 96,2 % — білих - 0,9 % — чорних або афроамериканців - 0,5 % — корінних американців - 0,5 % — азіатів |

До двох чи більше рас належало 1,9 %. Частка іспаномовних становила 2,3 % від усіх жителів.
За віковим діапазоном населення розподілялося таким чином: 20,2 % — особи молодші 18 років, 57,7 % — особи у віці 18—64 років, 22,1 % — особи у віці 65 років та старші. Медіана віку мешканця становила 43,5 року. На 100 осіб жіночої статі у переписній місцевості припадало 104,8 чоловіків;  на 100 жінок у віці від 18 років та старших — 104,8 чоловіків також старших 18 років.
Середній дохід на одне домашнє господарство  становив 67 299 доларів США (медіана — 63 393), а середній дохід на одну сім'ю — 72 720 доларів (медіана — 70 000). За межею бідності перебувало 8,1 % осіб, у тому числі 69,2 % дітей у віці до 18 років та 0,0 % осіб у віці 65 років та старших.
Цивільне працевлаштоване населення становило 118 осіб. Основні галузі зайнятості: освіта, охорона здоров'я та соціальна допомога — 34,7 %, виробництво — 16,9 %, науковці, спеціалісти, менеджери — 11,9 %, роздрібна торгівля — 9,3 %.